# Піблс (Огайо)
Піблс (англ. Peebles) — селище (англ. village) в США, в окрузі Адамс штату Огайо. Населення — 1774 особи (2020).

## Географія
Піблс розташований за координатами 38°56′47″ пн. ш. 83°24′33″ зх. д. / 38.94639° пн. ш. 83.40917° зх. д. (38.946288, -83.409147).  За даними Бюро перепису населення США в 2010 році селище мало площу 3,06 км², уся площа — суходіл.

## Демографія
Згідно з переписом 2010 року, у селищі мешкали 1782 особи в 758 домогосподарствах у складі 455 родин. Густота населення становила 582 особи/км².  Було 867 помешкань (283/км²).
Расовий склад населення:
| - 97,8 % — білих - 0,4 % — корінних американців - 0,3 % — чорних або афроамериканців - 0,1 % — азіатів |

До двох чи більше рас належало 1,2 %. Частка іспаномовних становила 1,5 % від усіх жителів.
За віковим діапазоном населення розподілялося таким чином: 27,5 % — особи молодші 18 років, 57,8 % — особи у віці 18—64 років, 14,7 % — особи у віці 65 років та старші. Медіана віку мешканця становила 36,5 року. На 100 осіб жіночої статі у селищі припадало 89,0 чоловіків;  на 100 жінок у віці від 18 років та старших — 83,8 чоловіків також старших 18 років.
Середній дохід на одне домашнє господарство  становив 45 506 доларів США (медіана — 27 742), а середній дохід на одну сім'ю — 49 058 доларів (медіана — 32 115). Медіана доходів становила 40 690 доларів для чоловіків та 32 404 долари для жінок. За межею бідності перебувало 30,3 % осіб, у тому числі 37,8 % дітей у віці до 18 років та 21,0 % осіб у віці 65 років та старших.
Цивільне працевлаштоване населення становило 549 осіб. Основні галузі зайнятості: освіта, охорона здоров'я та соціальна допомога — 26,0 %, роздрібна торгівля — 16,8 %, виробництво — 12,2 %.